# Jochen Hoock

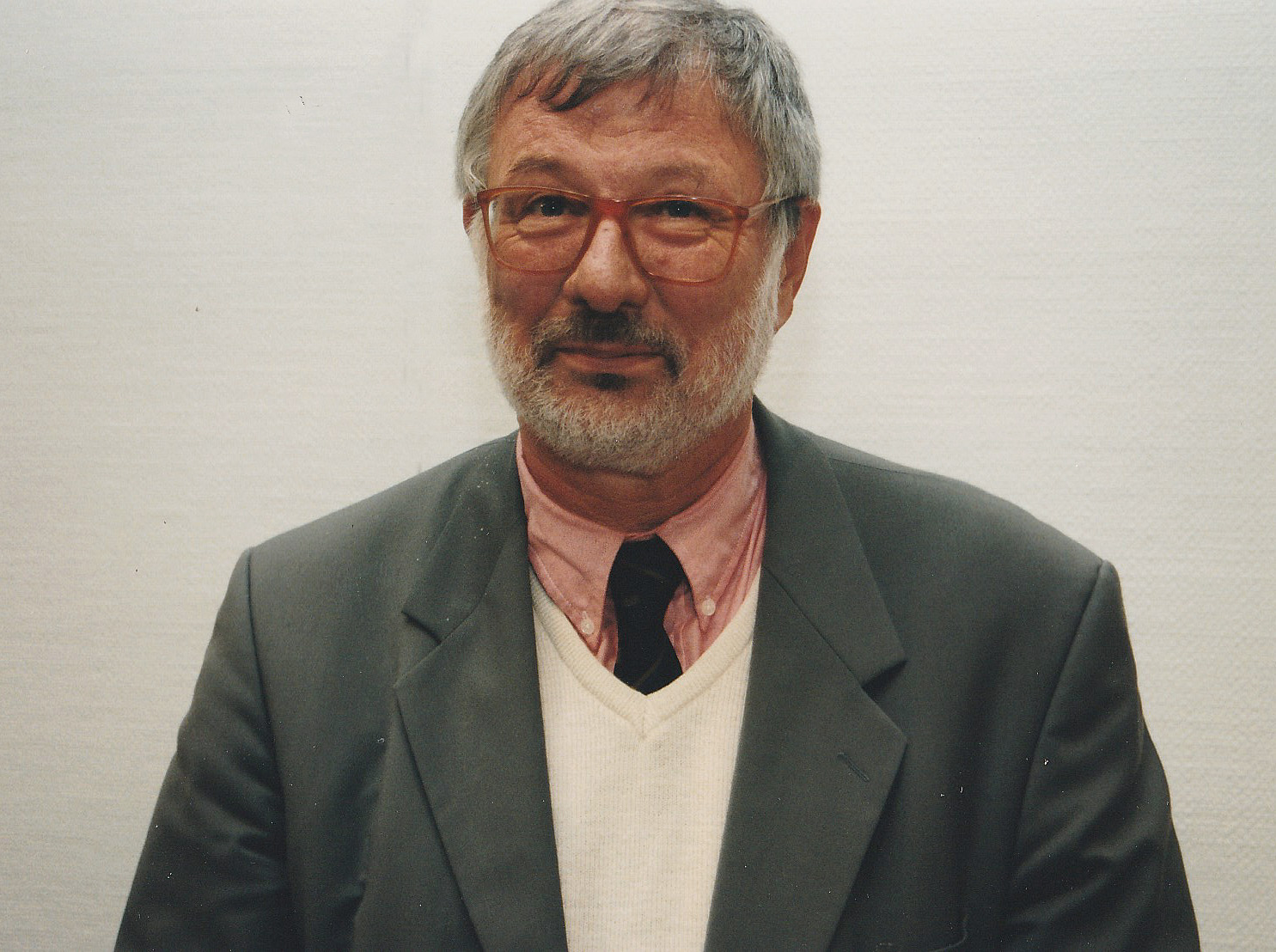
Jochen Hoock (Oktober 1997)

Jochen Hoock (* 16. März 1939 in Münster; † 21. Mai 2019 in Carhaix/Finistère, Frankreich) war ein deutscher Historiker und wirkt als Lehrstuhlinhaber an der Universität Paderborn.

## Leben und Wirken
Nach dem Studium der Rechtswissenschaften an den Universitäten München und Münster studierte Jochen Hoock als Stipendiat der VolkswagenStiftung politische Wissenschaften und neuere und neueste Geschichte am Institut d’études politiques de Paris und an der Universität von Paris, an der er 1970 unter der Leitung von Georges Lavau mit einer Arbeit über das Problem der Staatsreform unter der Dritten Republik, 1880–1936 promoviert wurde. 1967/68 war Hoock wissenschaftlicher Assistent am Lehrstuhl für politische Wissenschaften der Ruhr-Universität Bochum, danach am historischen Seminar der Universität Heidelberg als Assistent von Reinhart Koselleck.
Von 1969 bis 1973 war er als Vertreter der Assistenten Mitglied der Kommission Geschichtswissenschaften des Gründungsausschusses der Universität Bielefeld. Von 1974 bis 1976 arbeitete er in französischen Archiven und an der École des Hautes Études en Sciences Sociales zur Vorbereitung einer Arbeit zur Sozialgeschichte des französischen Handels im 17. und 18. Jahrhundert mit einem Forschungsstipendium der Deutschen Forschungsgemeinschaft. Ab 1976 war er wissenschaftlicher Mitarbeiter an der Fakultät für Geschichtswissenschaft der Universität Bielefeld im Rahmen eines Forschungsprojektes zur Verbreitung kaufmännischen Wissens im frühmodernen Europa („Ars Mercatoria“) in Zusammenarbeit mit Pierre Jeannin von der École des Hautes Études en Sciences Sociales.
Ebenfalls in Bielefeld erfolgte 1981 die Habilitation mit einer Untersuchung über die Geschichte der Kaufmannschaft Rouens im 17. und 18. Jahrhundert. Nach einer einjährigen Lehrstuhlvertretung an der Sorbonne erfolgte 1986/87 die Berufung auf den Lehrstuhl für die Geschichte der Frühen Neuzeit (Fachbereich 1) an der Universität-Gesamthochschule Paderborn. Ab dem Wintersemester 1992 lehrte Jochen Hoock bis zu seiner Emeritierung die Geschichte der Frühen Neuzeit und europäische Geschichte im Rahmen einer Jean-Monnet-Professur an der Universität Paris VII – Denis Diderot, an der er zwischen 1998 und 2002 auch die Funktionen eines Prorektors für Forschung wahrnahm.
Jochen Hoock war Mitherausgeber der Revue de Synthèse und der Reihe Evolution de l’Humanité. Er war korrespondierendes Mitglied der Historischen Kommission für Westfalen (seit 1993) und Präsident der Fondation „Pour la Science“ (Centre International de Synthèse) in Paris.
Seine Forschungsschwerpunkte waren die Wirtschafts- und Sozialgeschichte der frühen Neuzeit, die Geschichte der ökonomischen Praxeologie und die Theorie der Geschichte.

## Schriften (Auswahl)
Monografien
- mit Pierre Jeannin und Wolfgang Kaiser: Ars Mercatoria. Analysen und Berichte, 1470–1700. Schöningh, Paderborn 2001.
- mit Pierre Jeannin: Ars Mercatoria. Handbücher und Traktate für den Gebrauch des Kaufmanns / Manuels à l’usage des marchands, 1470–1600. Eine analytische Bibliographie. Schöningh, Paderborn 1991.
- mit Pierre Jeannin: Ars Mercatoria. Handbücher und Traktate für den Gebrauch des Kaufmanns / Manuels à l’usage des marchands, 1600–1700. Schöningh, Paderborn 1993.

Herausgeberschaften, Übersetzungen
- Pierre Jeannin: Marchands du Nord, Espaces et trafics à l’époque moderne. Paris 1996, ISBN 2-7288-0216-5.
- mit Neithard Bulst und Wolfgang Kaiser: Die Grafschaft Lippe im 18. Jahrhundert. Bevölkerung, Wirtschaft und Gesellschaft eines deutschen Kleinstaates. Bielefeld 1993, ISBN 3-927085-59-6.
- mit Bernard Lepetit: La ville et l’innovation. Paris 1987.
- mit Neithard Bulst und Franz Irsigler: Bevölkerung, Wirtschaft und Gesellschaft. Stadt-Land-Beziehungen in Deutschland und Frankreich 14. bis 19. Jahrhundert. Trier 1983, ISBN 3-89070-004-7.
- mit Neithard Bulst und Joseph Goy: Familie zwischen Tradition und Moderne. Studien zur Geschichte der Familie in Deutschland und Frankreich vom 16. bis zum 20. Jahrhundert (= Kritische Studien zur Geschichtswissenschaft. Band 48). Göttingen 1981
- Familie zwischen Tradition und Moderne. Studien zur Geschichte der Familie in Deutschland und Frankreich vom 16. bis zum 20. Jahrhundert. Göttingen 1981, ISBN 3-525-35706-0.
- Reinhart Koselleck: Le futur passé. Contribution à la sémantique des temps historiques. Paris 1990, ISBN 2-7132-0950-1.

Aufsätze
- Du recit pratique à la fiction romanesque. Le cas des manuels à l’usage des marchands. In: Sylvie Patron u. a. (Hrsg.): Narrative matters. 2014, (online).
- Lex ratio iuris? A propos des controverses françaises sur le statut de la loi et de l’Etat de droit au début du 20e siècle. In: L’univers du droit. Mélanges Claude Bontems. L’Harmattan, Paris 2013, S. 263–276.
- Carl Schmitt – une réception controversée dans l’Allemagne d’aujourd’hui. In: Carl Schmitt: Concepts et usages, sous la dir De Serge Sur. CNRS Editions, Paris 2014, S. 175–194.
- Jus publicum europaeum. Zur Praxis des europäischen Völkerrechts im 17. und 18. Jahrhundert. In: Der Staat. 3/2011.
- mit Wolfgang Kaiser: Pour une Epistemologie de la Controverse Historiographique. A propos des debats d'outre-Rhin. In: Revue de Synthèse. 12/2009.
- Le Métier de Juriste Entre Règle de Droit et Expérience de l’Histoire. In: Revue de Synthèse. 5/2011.
- Imago Mundi. Weltbildwandel am Ende des 17. und zu Beginn des 18. Jahrhunderts. In: Detlef Haberland (Hrsg.): Engelbert Kaempfer (1651–1716) (= Wolfenbütteler Forschungen. Band 104). Wiesbaden 2004.
- Économie politique et histoire. Le temps retrouvé. In: Revue d’histoire moderne et contemporaine. 4/1/2001.
- Theorie und Praxis kaufmännischen Handelns, 16.–18. Jahrhundert. Vornehmlich am Beispiel Westfalens. In: Trude Ehlert (Hrsg.): Haushalt und Familie in Mittelalter und früher Neuzeit. Vorträge eines interdisziplinären Symposions vom 6.–9. Juni 1990 an der Rheinischen Friedrich-Wilhelms-Universität Bonn. Mit einem Register von Ralf Nelles. Jan Thorbecke, Sigmaringen 1991, ISBN 3-7995-4156-X, S. 107–118.
- mit Dagmar Grote und Wolfgang Starke: Handbücher und Traktate für den Gebrauch des Kaufmanns, 1470–1820. Bibliographie und Analyse des Wandels einer literarischen Gattung. In: Tijdschrift voor Geschiedenis. Band 103, 1990, S. 279–293.
- Dimensions analytiques et herméneutiques d’une histoire historienne du droit. In: Annales, Histoire, sciences sociales. 11/1/1989.
- Réunions de métiers et marché régional. Les marchands réunis de la ville de Rouen au début du XVIIIe siècle. In: Annales, ESC. 3/1/1988.
- Discours commercial et économie politique en France au XVIIIe siècle. L’échec d’une synthèse. In: Revue de Synthèse. 1987.
- mit Pierre Jeannin: La contribution de l’imprimé à la diffusion du savoir commercial en Europe au 16e siècle. In: Jochen Hoock, Bernard Lepetit (Hrsg.): La ville et l’innovation. Paris 1987.
- mit Pierre Jeannin: Une enquête en cours: la bibliographie analytique des manuels et traités à l’usage des marchands. In: Histoire et mesure. Band 1/2, 1986, S. 85–97.
- Libertés et privilèges dans le discours économique et commercial du XVIIIe siècle. In: Guillaume Garner (Hrsg.): Die Ökonomie des Privilegs, Westeuropa 16.–19. Jahrhundert / L’économie du privlège, Europe occidentale XVIe–XIXe siècles. Frankfurt am Main 2016, ISBN 978-3-465-04219-8, S. 349–364.
- Ein Markt ohne Märkte? Theoretische und praktische Aspekte der Marktentwicklung im 17. Jahrhundert. In: Sandra Richter, Guillaume Garner (Hrsg.): ‚Eigennutz‘ und ‚gute Ordnung‘. Ökonomisierungen der Welt im 17. Jahrhundert (= Wolfenbütteler Arbeiten zur Barockforschung. Band 54). Wiesbaden 2016, ISBN 978-3-447-10491-3, S. 495–508.